# Chea Samnang
Bản mẫu:Cambodian name
Chea Samnang (sinh ngày 15 tháng 5 năm 1994) là một cầu thủ bóng đá người Campuchia thi đấu cho Preah Khan Reach Svay Rieng ở Giải bóng đá vô địch quốc gia Campuchia và Đội tuyển bóng đá quốc gia Campuchia.